# L-carvone
L-carvone, o carvone-laevo,  si presenta come un liquido denso e di colore giallo. È solubile in etanolo e in glicole propilenico. Il suo numero di CAS identificativo è : 6485-40-1. L-carvone si trova in natura e si ottiene per distillazione dal cumino ma può essere sintezziato in una molecola, che prende il nome di L-carvone o anche L-carvone (+). 
Trova largo uso come aroma alimentare e in profumeria per il suo naturale odore di menta. L-carvone a differenza dalla menta piperita viene impiegato nella produzione di profumi. Steffen Arctander nel suo libro " :  "Perfume and Flavor Chemicals" edito da Allured Publishing Corporation, nel 1969 lo descrive così: "Odore caldo, erbaceo,  che ricorda generalmente l'olio di menta (rettificato) utilizzato nelle composizioni di profumi, in particolare nelle fragranze floreali".